# Maser astronomique
Le maser astrophysique existe dans l'univers sous la forme occasionnelle d'une source spontanée d'un rayonnement à émission stimulée, détectable dans le spectromètre par la présence d'une raie spectrale, la fréquence dans la plupart des cas se situant dans la région des micro-ondes du spectre électromagnétique. Cette sorte d'émission peut se produire dans le contexte d'une comète, d'un nuage moléculaire, dans une atmosphère planétaire, stellaire, ou bien encore selon d'autres conditions au sein de l'espace interstellaire.  Souvent ces rayonnements stimulés ont une largeur de bande plus étroite que les rayonnements thermiques, et ils concentrent plus l'énergie à certaines longueurs d'onde.

## Contexte

### Énergie de transition discrète
Comme pour le laser, l'émission d'un maser est stimulée et monochromatique; elle a pour fréquence le niveau correspondant à la différence d'énergie entre deux niveaux d'énergie quantique de l'espèce qui a été "pompée" dans une 
distribution de population thermiquement quelconque. Le maser d'origine spontanée est par contre différent d'un maser de laboratoire en ce qu'il ne comporte pas d'équivalence à la cavité résonnante (ou résonateur) caractéristique de ces derniers. L'émission du maser astrophysique est le produit d'une passe unique au travers du milieu amplificateur et ainsi ne se préoccupe pas de cohérence spatiale, ni surtout de la pureté de mode qui est attendue de ses équivalents du laboratoire.

### Nomenclature
En raison des différences entre le maser de laboratoire et les masers d'origine spontanée, le maser astronomique a souvent été  décrié comme n'étant pas "véritablement" un maser puisqu'il présente pas la fonction d'un résonateur. Le laser étant destiné à être le plus souvent utilisé en tant qu'oscillateur, l'acronyme le plus exact pour désigner l'appareil de laboratoire aurait en réalité été : "loser ; terme qui en anglais, aurait été susceptible de prêter à confusion. Ainsi la distinction entre le "loser" (laser basé sur un oscillateur) et le "laser", dont l'acronyme suggère la notion de passe unique était généralement négligée la durant les premiers temps de cette technologie.
Cette première inconsistance d'une dénomination pour l'appareillage entraîne ensuite l'apparition d'autres dénominations paradoxales. Par exemple, lorsque le milieu amplificateur d'un laser mal aligné est à émission stimulée mais sans oscillation, on dit qu'il émet en émission spontanée ou ASE. L'ASE est considéré comme indésirable voire parasite car l'utilisateur attend de son système en réalité le comportement loser, soit : "OSE". L'émission produite par les masers astronomiques spontanés est de fait "ASE" mais on préfère parfois l'appeler "émission superradiante" pour la différencier de l'émission en laboratoire. Cette précision ne fait en réalité qu'ajouter un peu plus à l'imbroglio étant donné que les deux sortes de sources sont toutes les deux superradiantes (Il convient de remarquer que dans le cas de certains lasers de laboratoire, comme dans le cas de passe unique à travers un étage titane-saphir à amplification régénérative, le comportement physique est équivalent à celui du maser astronomique).
Un même niveau de flou et d'imprécision affecte les interprétations qui sont faites de la valeur assignée à l'initiale m pour micro-ondes, dans maser.  Ainsi à l'époque où les lasers étaient expérimentés d'abord dans le champ visible du spectre on pouvait les caractériser en "masers optiques". Townes défendait alors l'idée que le m était plus significatif en tant que raccourci pour "molécule" puisque ce sont les états d'énergie des molécules qui généralement permettent d'effectuer la transition. En conséquence de cette logique, certains, n'opérant pas de distinction concernant la fréquence de sortie utilisent le terme de laser pour tout système concerné par une transition électronique, par opposition au terme de maser pour les systèmes exploitant une transition vibratoire ou . Il y a ensuite des astrophysiciens qui utilisent le terme d'iraser pour décrire un maser émettant à une longueur d'onde de quelques micromètres, ceci sans se formaliser de ce que la physique optique considère ses sources de même nature comme des lasers. De même le terme de taser a été employé pour décrire les masers de laboratoire opérant dans la gamme des térahertz tandis que les astronomes les appellent plutôt masers sub-millimétriques et que les physiciens les appellent plutôt lasers à gaz ou en particulier lasers à alcool en raison de la nature de leur milieu amplificateur. Quant à ce qui concerne l'ingénierie électrique l'emploi du terme de micro-ondes y reste réservé à des fréquences se situant entre 1 GHz et 300 GHz.

### Conditions d'observation
La simple existence d'une inversion de population pompée ne garantit pas que le maser astronomique puisse être détecté et observé. Il doit y avoir cohérence de vitesse le long de la ligne de mire pour que le décalage Doppler n'empêche pas le couplage optique (en) des différentes parties du milieu amplificateur. De même, là ou la polarisation des lasers et des masers de laboratoire est réalisée par la sélection d'un mode d'oscillation, la polarisation d'un maser naturel ne se produit que dans certaines conditions particulières de structure de la pompe spontanée dépendant du champ magnétique dans le milieu amplificateur. Compte tenu de ces deux conditions préalables le rayonnement des masers astronomiques est fréquemment trop faible pour être facilement détecté, en fonction de la sensibilité limitée des observatoires et de leur éloignement relatif à la source du rayonnement, également à cause de l'absorption spectrale parfois écrasante par les autres molécules faisant obstacle dans l'espace environnant du maser. Ce dernier aspect est partiellement compensé par l'utilisation judicieuse du filtrage interférométrique, en l’occurrence, interférométrie à très longue base (VLBI).

## Découverte et mise en évidence

### Historique
En 1965 l'équipe Weaver faisait l'observation très inattendue dans l'espace d'une émission d'origine inconnue de raies spectrales, à une fréquence de 1665 MHz. À cette époque l'idée la plus répandue tenait l'existence de molécules impossibles dans l'espace et ainsi cette émission fut tout d'abord attribuée à une matière interstellaire de nature inconnue qui fut baptisée Mysterium, mais bientôt identifiée comme la raie spectrale de molécules OH en groupes compacts au sein de nuages moléculaires. D'autres découvertes suivirent, une émission par H2O en 1969, une émission par CH3OH en 1970 une émission par SiO en 1974, chacune ayant son origine au sein d'un nuage moléculaire. Ces émissions furent bien identifiées en tant que "masers", leur étroitesse et leur forte température rendant évident leur nature de rayonnement micro-onde amplifié.
Des masers furent ensuite découverts autour d'étoiles hautement évoluées (appelées étoiles à émission OH/IR). La première fut l'émission OH en 1968, puis l'émission H2O en 1969 puis l'émission SiO en 1974. Des masers furent également découverts dans les galaxies externes en 1973 et dans les halos de comètes du Système solaire.
Une autre découverte inattendue fut faite en 1982 avec la découverte d'une émission provenant d'une source extra-galactique ayant une luminosité inégalée, environ 106 fois supérieure à celle des sources précédemment découvertes. Elle fut appelée megamaser à cause de sa grande luminosité ; beaucoup d'autres megamasers ont été découvertes depuis.
L'existence d'une population sub-thermique anti-pompée ("dasar") dans la transition à 4830 MHz du formaldéhyde (H2CO) fut observée en 1969 par Palmer et al.

### Molécules ou atomes dont l'émission interstellaire est connue
Octobre 2011
- OH
- CH
- H2CO
- H2O
- NH3, 15NH3
- CH3OH
- SiS
- HC3N
- SiO, 29SiO, 30SiO
- HCN, H13CN
- H

## Environnements maser en astronomie

### Comètes
Les comètes sont des corps de petite dimension (5 à 15 km de diamètre) formés de glaces de matériaux volatils (H2O, CO2, NH3, CH4) noyées dans une croûte silicate. Ils orbitent autour du Soleil suivant  des orbites excentriques et à l'approche du Soleil les volatils se vaporisent et forment un halo autour du noyau puis une queue. Une fois vaporisées ces molécules peuvent former des inversions et entrer dans les conditions maser.
L'impact de la comète Shoemaker-Levy 9 sur Jupiter en 1994 a produit des émissions maser dans le domaine des 22 GHz à partir de molécules d'eau. En dépit de l'apparente rareté de ces événements, l'observation d'une intense émission maser a été proposée comme méthode de détection des exoplanètes.
La lumière ultraviolette du Soleil casse certaines molécules H2O en formant des molécules OH qui peuvent émettre un signal maser. En 1997, une émission maser à 1667 MHz à partir des molécules OH fut observée sur la comète Hale-Bopp.

### Atmosphères planétaires
Il est prédit que les masers existent dans les atmosphères des planètes géantes gazeuses, voir par exemple . De tels masers devraient être hautement variables à cause de la rotation planétaire (période de 10 heures pour les planètes joviennes). Le CO2 dans l'atmosphère de Mars.

### Systèmes planétaires
En 2009, S. V. Pogrebenko et al. ont reporté  la détection de masers à eau dans les jets d'eau associés aux lunes de Saturne Hypérion, Titan, Encelade et Atlas.

### Atmosphères stellaires

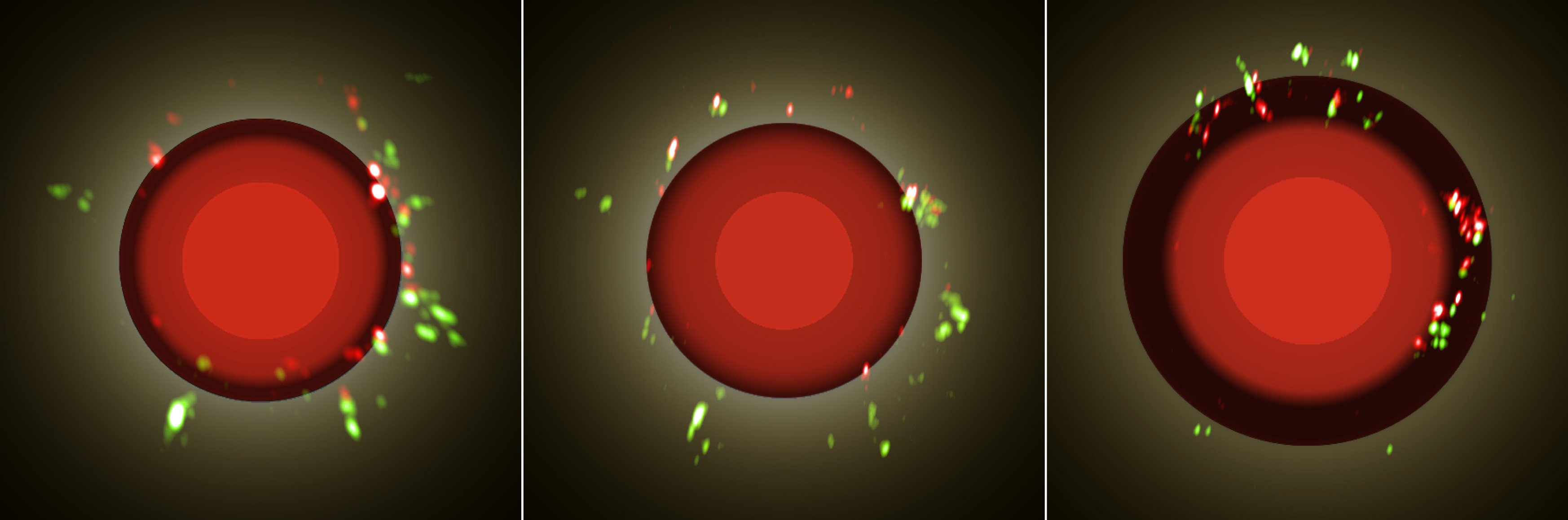
Pulsations de la variable de type Mira S Orionis, montrant la production de poussières et des masers (ESO).

Les conditions régnant dans les atmosphères des étoiles de type tardif favorisent le pompage de plusieurs espèces maser selon la distance à l'étoile. À cause d'instabilités à l'intérieur des zones de combustion nucléaire de l'étoile, celle-ci subit des périodes de production accrue d'énergie. Ces pulses produisent une onde de choc qui expulse l'atmosphère vers l'extérieur. Les masers hydroxyles fonctionnent à une distance d'environ 1000 à 10000 unités astronomiques (ua), les masers à eau à une distance d'environ 100 à 400 ua et les masers au monoxyde de silicium à une distance d'environ 5 à 10 ua. Les modes de pompage radiatif et collisionnel résultant de l'onde de choc ont été tous deux proposés comme mécanisme de pompage des masers au monoxyde de silicium. Ces masers disparaissent pour les grands rayons car le monoxyde de silicium gazeux condense en poussières, réduisant les molécules maser disponibles. Pour les masers à eau, les rayons limites interne et externe correspondent en gros aux limites de densité de fonctionnement du maser. A la limite interne, les collisions entre les molécules sont assez fortes pour supprimer l'inversion de population. A la limite externe, la densité et la profondeur optique sont assez faibles pour que le gain du maser soit diminué.  De plus, les masers hydroxyle sont liés au pompage chimique. Aux distances où ces masers existent, les molécules d'eau sont dissociées par le rayonnement UV.

### Régions de formation d'étoiles
Les jeunes objets stellaires et les régions HII (ultra)compactes noyées dans les nuages moléculaires et les nuages moléculaires géants, constituent la majorité des masers astrophysiques. Plusieurs schémas de pompage - radiatifs, collisionnels et leurs combinaisons - produisent une émission maser de multiples transitions de beaucoup d'espèces chimiques. Par exemple, on a observé que la molécule OH pouvait émettre à 1612, 1665, 1667, 1720, 4660, 4750, 4765, 6031, 6035 et 13441 MHz. Les masers à eau et au méthanol sont aussi typiques de ces environnements. Des masers relativement rares à l'ammoniac et au formaldéhyde peuvent également être trouvés dans les régions de formation d'étoiles.
Dans le  visible (laser) par de l’hydrogène autour d'étoiles dans les Sphères de Strömgren.

### Rémanents de supernova

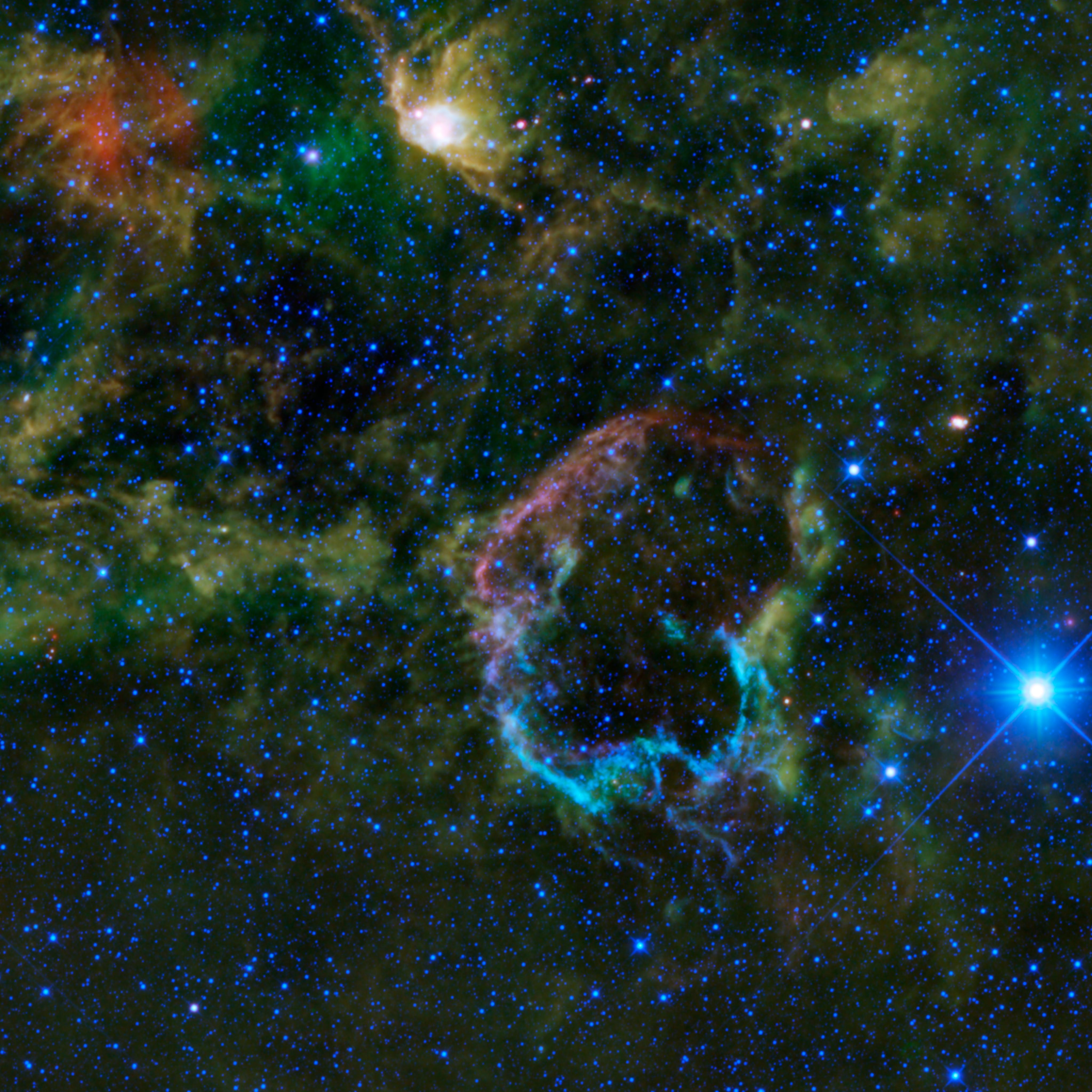
Image WISE de IC 443, un rémanent de supernova avec une émission maser.

La transition maser de la molécule OH à 1720 MHz est connue pour être caractéristique de rémanents de supernova interagissant avec les nuages moléculaires.

### Sources extragalactiques
Tandis que certains masers dans les régions de formation d'étoiles peuvent atteindre des luminosités suffisantes pour être détectées dans des galaxies externes (telles que les Nuages de Magellan proches), les masers observés dans les galaxies distantes sont émis généralement dans des conditions totalement différentes. Certaines galaxies possèdent des trous noirs centraux dans lesquels tombe un disque de matériau moléculaire (dimension d'environ 0,5 parsec). L'excitation de ces molécules dans le disque ou dans un jet peut engendrer des megamasers de forte luminosité. L'existence de masers hydroxyle, eau et formaldéhyde est connue dans ces conditions.